# Фензін «Підвал»
«Підвал» — літературно-видавнича формація та інтернет-журнал (фензін) для любителів  української горор-літератури та містики. Заснований львівським письменником та книговидавцем Олександром Дмитровським. У 2017 році фензін видав першу сучасну антологію україномовних оповідань у жанрі сплетерпанк (збірник екстремального горору).

## Збірки
«Підвал» щорічно видає 1-2 тематичні збірки оповідань у жанрі горор, які формуються за результатами однойменних літературних конкурсів, також проводить конкурс тематичних рецензій. Членом журі одного з конкурсів був український письменник Олесандр Завара. Неодноразовими авторами друкованих збірок фензіну є відомі у своїх колах такі сучасні українські автори: Василь Лавер (Ужгород), Назарій Вівчарик (Черкаси), Павло Черепюк (Київ), Юлія Васильєва, Євген Товстоног, Юлія Андрієнко, Галина Закидальська, Олександр Крот, Дмитро Чепур та ін.
- «Світильник Джека»[17] (2015) — ISBN 9781311614186
- «Після опівночі»[18][19] (Айс Принт, Одеса, 2016) — ISBN 9781311579393
- «Підвал» (2016) — ISBN 9781370226627[20]
- «Свині»[8][21] (2017) — ISBN 9781311579393.
- «Ріплі» (2018)
- «Ліс» (2018)[22]
- «Вибране» (2019) — ISBN 978-046-381-392-8
- «Від мороку до безодні» (2020)
- «Свині-2021» (2021)
- Аудіозбірка «Клан» (2021)
- «Українська містика» (2022)